# Mihail I al Rusiei
Mihail I Fiodorovici Romanov (în rusă: Михаи́л Фёдорович Рома́нов, Mihail Fiodorovici Romanov), (n. 12/22 iulie 1596, Moscova, Țaratul Rusiei – d. 13/23 iulie 1645, Moscova, Țaratul Rusiei)  a fost primul țar rus din dinastia Romanov. El a fost fiul lui Fiodor Nikitici Romanov (devenit apoi patriarhul Filaret) și al Kseniei. Domnia lui a marcat finalul Timpurilor Tulburi.

## Viața și domnia
Mihail a fost ales în unanimitate țar al Rusiei de adunarea națională la 21 februarie 1613, dar delegații consiliului i-au găsit pe tânărul țar și pe mama lui la mănăstirea Ipatiev de lângă Kostroma abia pe 24 martie. La început, Marta a protestat, crezând că fiul ei este prea tânăr pentru o funcție atât de grea, în vremuri atât de dificile. În cele din urmă, Mihail a acceptat tronul.
Alegerea lui Mihail și urcarea lui pe tron stau la baza legendei lui Ivan Susanin, dramatizată de compozitorul rus Mihail Glinka în opera O viață pentru țar.
Capitala era într-o stare atât de jalnică la acea vreme încât Mihail a trebuit să aștepte câteva săptămâni la mănăstirea Troița, la 120 km distanță, înainte să poată locui la Moscova. El a fost încoronat la 22 iulie 1613. Suedia și Polonia au fost îndepărtate în urma păcii de la Stolbovo (17 februarie 1617) și de armistițiul de la Deulino (1 decembrie 1618). Cel mai important rezultat al armistițiului de la Deulino a fost întoarcerea din exil a tatălui țarului, care a preluat sarcinile guvernării până la moartea sa în octombrie 1633, Mihail ocupând o poziție secundară.

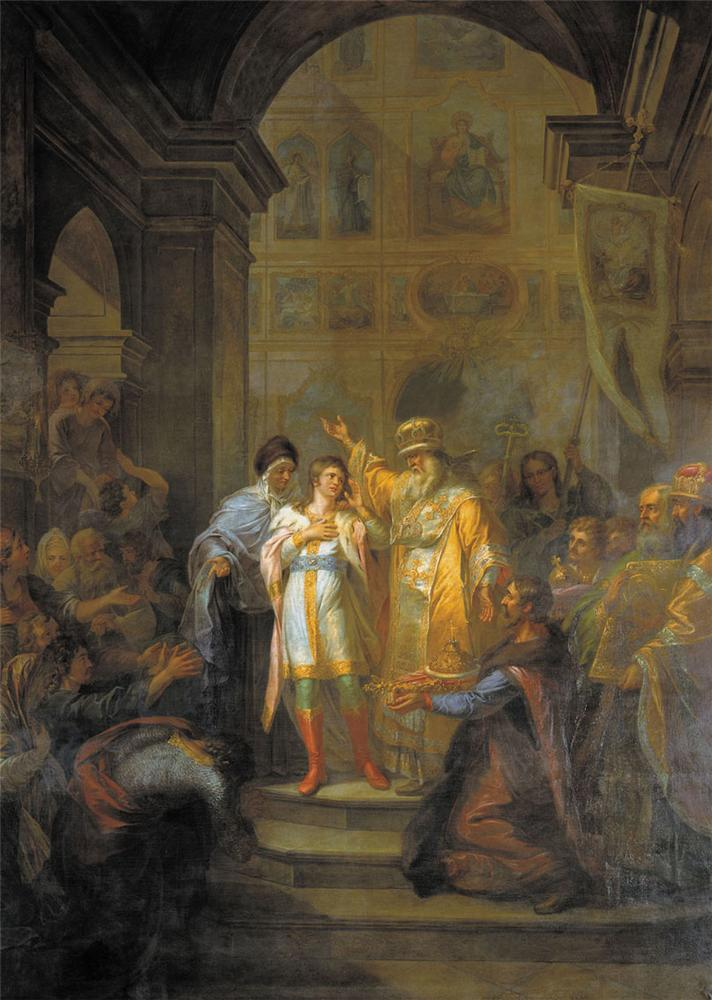
Pictură de Grigori Ugriumov reprezentându-l pe Mihai la 16 ani primind coroana la mănăstirea Ipatiev în 1613

Țarul Mihail a suferit toată viața din cauza unei răni la picior (cauzată de un accident de călărie din tinerețe), și în ultima parte a vieții nu a mai putut să meargă. El s-a bazat foarte mult pe sfetnicii săi, care uneori erau oameni capabili și cinstiți, cum a fost tatăl lui, dar alteori erau corupți, cum ar fi rudele sale din partea mamei, din familia Saltîkov. El s-a căsătorit de două ori, prima oară cu prințesa Maria Vladimirovna Dolgorukova în 1624, care a murit după patru luni de la căsătorie, și apoi în 1626 cu Eudoxia Streșneva (1608–1645), care i-a născut 10 copii. Nereușita lui Mihail de a-și căsători fiica, Irina a Rusiei cu contele Valdemar Christian de Schleswig-Holstein, fiu morganatic al regelui Christian al IV-lea al Danemarcei, consecință a refuzului celui din urmă să accepte convertirea la ortodoxie, l-a afectat grav și a contribuit la grăbirea morții sale la 12 iulie 1645.

## Guvernarea lui Mihail
Cele mai importante funcții în stat (prikazuri) erau Posolski Prikaz (ministru de externe) și Razriadnî Prikaz (cancelarie a Dumei și departament de personal al administrației centrale și regionale, care includea comanda armatei). Aceste funcții erau esențiale în luptele dintre diversele facțiuni boierești, astfel că ele nu erau deținute prin tradiție de boieri, ci de diaci (funcționari de carieră).
Primul conducător al Posolski Prikaz sub domnia lui Mihail I al Rusiei a fost Piotr Tretiakov până când a murit în 1618; el a dus o politică de alianță cu Suedia împotriva Poloniei. Următorul, Ivan Gramotin avea o reputație de polonofil; această numire a fost necesară pentru a aduce eliberarea din captivitate a lui Filaret. La jumătatea anilor 1620, Filaret a început pregătirile de război împotriva Poloniei; Gramotin a decăzut din grațiile țarului, a fost concediat și trimis în exil în 1626. Aceeași soartă a fost împărtășită  de Efim Telepnev în 1630 și de Fedor Lihaciov în 1631:  ei au încercat să atenueze atitudinea agresivă a lui Filaret. Ivan Griaziov, numit în 1632, a fost promovat din rândul al doilea al birocrației pentru a îndeplini poruncile lui Filaret. După moartea lui Filaret și a lui Griaziov, postul a fost preluat din nou de Gramotin în 1634 și, după retragerea acestuia din urmă în 1635, de Lihaciov, cursul general fiind unul către pace.
Razriadnî Prikaz a fost condus mai întâi de Sîdavnî Vasiliev; Filaret l-a înlocuit cu tovarășul lui de captivitate Tomilo Lugovskoy, dar acesta l-a supărat la un moment dat pe Filaret și a fost exilat. În 1623 Fedor Lihaciov a fost făcut conducător al Prikazului până când s-a mutat la Posolski Prikaz, iar în 1630 Razriadul a fost dat lui Ivan Gavrenev, un administrator remarcabil, care a ținut acest post vreme de 30 de ani.
1. ↑  RKDartists, accesat în 13 septembrie 2022